# Frédéric Lepage
Pour les articles homonymes, voir Lepage.
 (septembre 2014).

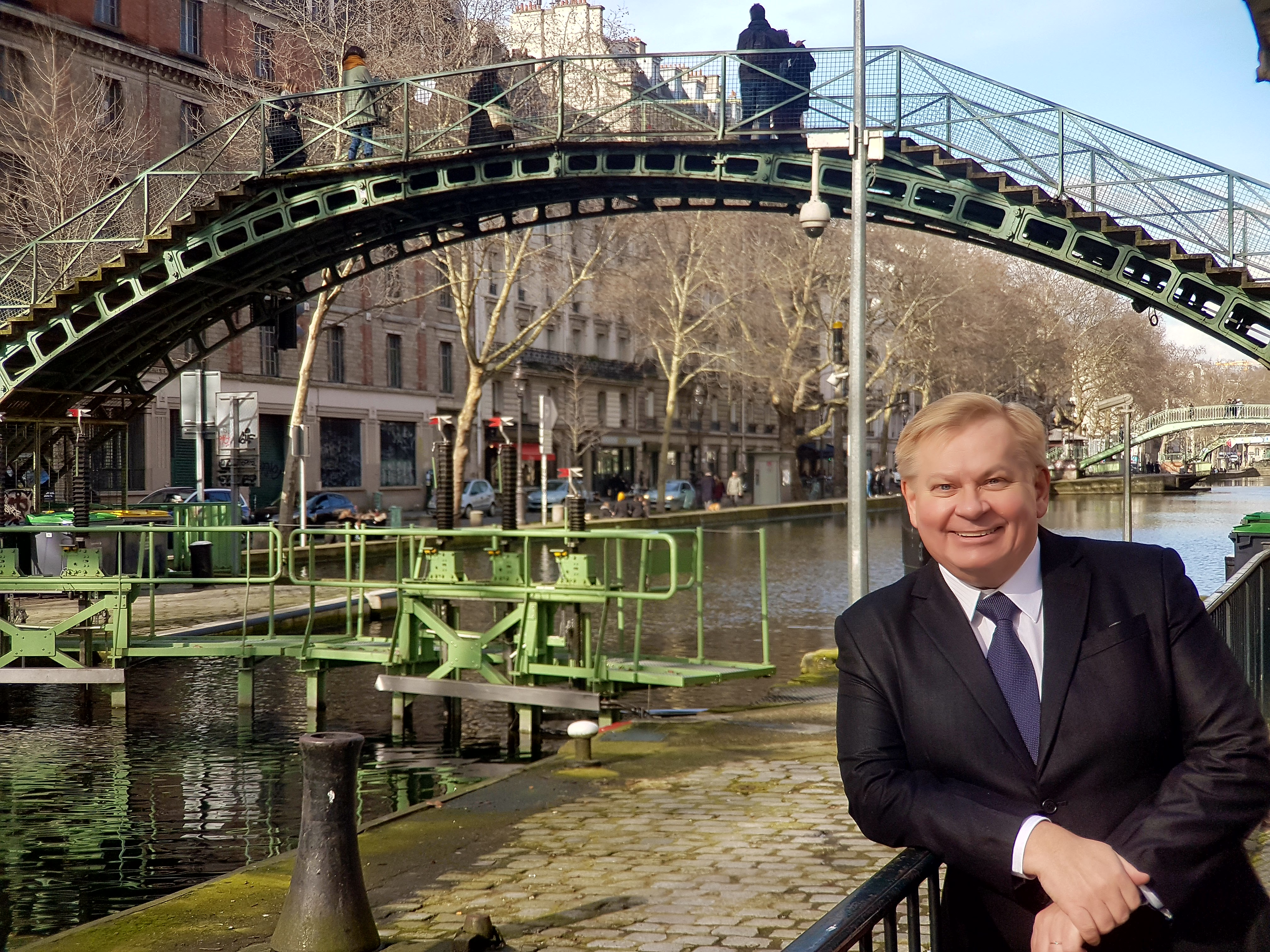
Frédéric Lepage

Frédéric Lepage  , de son vrai nom Jean Latreyte,  né à Bordeaux, est un écrivain, auteur et producteur français de plusieurs centaines d’émissions et de documentaires.

## Carrière

### Carrière littéraire
Frédéric Lepage est auteur de romans tels que La Fin du septième Jour ou La Mémoire interdite, publiés dans de nombreux pays, parmi lesquels la France, l’Allemagne, le Japon et la Grèce. Il a également rédigé de nombreux essais sur des sujets divers, allant de la science (Les Jumeaux : enquête) à la gastronomie (A table avec Chirac) en passant par une anthologie des plus belles prières du monde.
En 2008, il crée une collection de romans pour enfants, Micah et les voix de la jungle, qui comporte à ce jour quatre volumes : Le Camp des éléphants,  La Malédiction de Mara, Le Masque du serpent et Piège de sang. La collection a obtenu de nombreux prix, notamment le Prix des lecteurs du Journal de Mickey 2008 ou le Grand prix des jeunes lecteurs 2009 (PEEP).

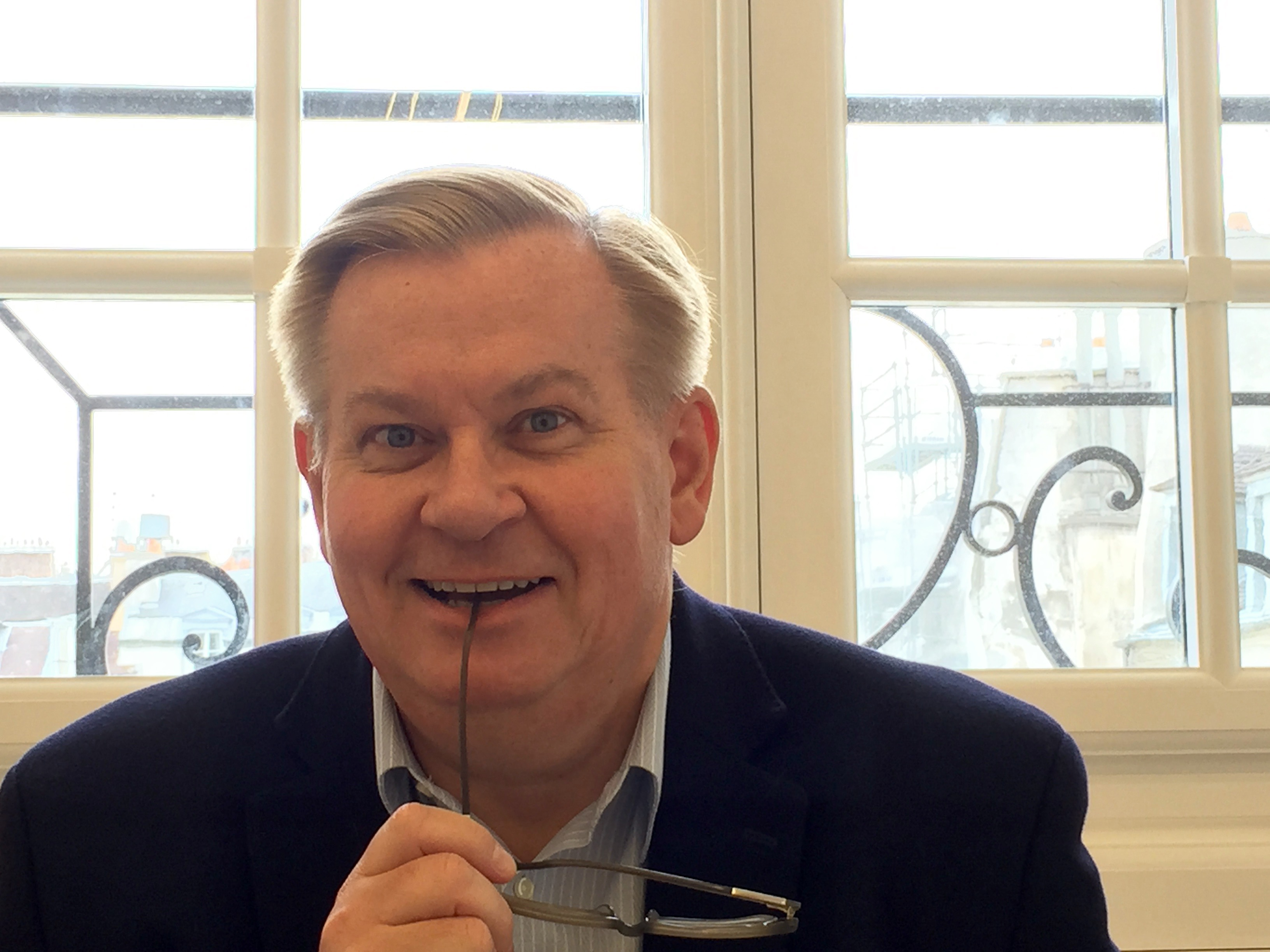
Frédéric Lepage

En mars 2011 paraît son roman Le Colloque des bonobos (Éditions Balland). Réflexion sur le rapport entre les hommes et les animaux, le roman est bâti sur des bases scientifiques validées par Sandrine Prat, paléoanthropologue, chargée de recherche au Centre national de la recherche scientifique (CNRS).
En tant qu'éditeur au sein des Éditions Michel Lafon, Frédéric Lepage a supervisé en 2012 la publication du livre de Julien Lepers, "Les fautes de français, plus jamais". Puis vient, en 2014, signé du même auteur, Les mauvaises manières, ça suffit !.
En 2016 paraît aux éditions Robin (Italie) son roman Il Congresso delle scimmie.
En 2017, Frédéric Lepage rencontre Alexandre Lafont, un jeune épileptique de 20 ans en passe de devenir une vedette de YouTube en parlant de sa maladie avec humour et autodérision. Il lui propose d'écrire avec lui son histoire, et celle de cette maladie qui touche 800 000 Français chaque année. Le livre, Je suis Epilepticman, est publié en avril 2018 aux Éditions Plon.
Septembre 2019 : parution de Le Concile des singes (éditions FLM).
2021 : parution du roman Criminal Kingdom (en français "Si la bête s'éveille") aux Éditions Plon. Si la bête s'éveille a obtenu le Prix du meilleur roman francophone 2021 au Festival Polar de Cognac,.
Son roman Promets moi d'avoir peur est paru aux Éditions Robert Laffont en mars 2023,, puis aux éditions Pocket en 2024.
En septembre 2024 paraît son roman Plus fort que la nuit, aux éditions Taurnada.
En février 2025, parution de son roman Le Livre des Sacrifiés aux éditions Robert Laffont. 
En juin 2025, Frédéric Lepage, en association avec Logicomix et Nyma Productions, crée un magazine littéraire en ligne sur YouTube, La Fabrique des Livres, dans lequel il mène chaque semaine un entretien d'une heure avec un grand écrivain.

### Carrière audiovisuelle
Le parcours de Frédéric Lepage en tant qu'auteur et producteur de programmes de télévision commence à TF1. Après un passage à Antenne 2, il crée sa propre société, XL Productions, qui connaît une croissance rapide et innove, notamment, dans le domaine du film documentaire. La société produit un large éventail de programmes : concerts géants (Fête de la musique pour TF1), émissions de variétés, magazines littéraires (Ex-libris animé par Patrick Poivre d'Arvor), ou encore le jeu Dessinez, c'est gagné !. Elle lance en 1990 le programme pour enfant Disney Club avec The Walt Disney Company. Par la suite, Frédéric Lepage dirigera le département des documentaires du groupe Télé Images Productions.
Les Chroniques de l'Afrique sauvage, un travail d'équipe avec le réalisateur Laurent Frapat est une série de douze heures, vendue dans plus de cent pays. D'autres Chroniques suivront, le tout formant un cycle de près de soixante films et l'un des plus grands succès commerciaux dans le domaine des films sur la nature : Les Chroniques de l'Amazonie sauvage, Les Chroniques de l'Australie sauvage, Les Chroniques de l'Asie sauvage et Les Chroniques de l'Amérique sauvage.
En même temps que ses Chroniques ou postérieurement à elles, Frédéric Lepage écrit et produit d'autres séries telles que Les Sanctuaires sauvages, Tant qu'il y aura des bêtes réalisé par Jean-Baptiste Erreca, Les Nouveaux sanctuaires, L'Odyssée bleue, Les Nuits sauvages, Super plantes et Genesis II et l'homme créa la nature, réalisé par Laurent Frapat et Jean-Baptiste Erreca. À ces projets sont associés de nombreux artistes tels qu'Anggun ou les acteurs John Hurt, Lambert Wilson, Pierre Arditi, Brian Cox et Tchéky Karyo.
En 2005, Frédéric Lepage écrit et produit Brûlez Rome !, un film de docu-fiction qui fait pénétrer le spectateur dans les coulisses de Rome au temps de Néron. Cette production met en scène des milliers de figurants, et une reconstitution de la Rome du Ier siècle.
En 2009 et 2010, Frédéric Lepage écrit et produit Extinctions, une coproduction documentaire internationale de six heures sur les mécanismes d'extinction de quelques espèces emblématiques. La série aura une suite intitulée Sauvés de l'extinction.
En 2011, il écrit et produit Le Tigre de la dernière chance, et en 2012 Six pieds sous la savane, Requiem pour un éléphant et Quand la science fait rire. La même année, il crée le premier film de la collection L'Arche de Norin qui, de 2011 à 2014, comptera cinq films : Piège dans la savane, La Hyène du Waterberg, Les Yeux de la forêt, Seule à Sumatra et Sur la terre des ancêtres. En 2013, Frédéric Lepage est à l'origine, coproducteur et co-auteur, de la série documentaire de 20 épisodes Tasting Brasil (L'Assiette brésilienne) diffusée, en France sur ARTE.
Dans le domaine des films sur la nature et la découverte du monde, Frédéric Lepage écrit en 2017 Polynésie : la quête des origines, un documentaire de prime time réalisé par Guillaume Lévis sur le mystère du peuplement du Pacifique. En mars 2018 est diffusé sur France 2 son film Komodo, l'île des dragons, coproduit avec National Geographic, et réalisé par Guillaume Lévis.
Frédéric Lepage est aussi l'auteur-réalisateur d'un film politique A table avec les politiques (2007),, qui montre de quelle manière les orientations idéologiques des hommes d'État se déduisent de leurs habitudes alimentaires. Un autre film de la même collection, Bêtes de pouvoir est diffusé en 2010 sur France 3.

### Sociétés
Le groupe de Frédéric Lepage, qui regroupe les sociétés Jukurpa Media, FL Concepts & co et Stratus Factory a fait, en 2010, l'acquisition de l'agence de presse Interscoop, créée en 1983 par Frédéric Laffont et Christophe de Ponfilly. Frédéric Lepage détient également une société d'édition musicale, A440 Publishing. En 2013, FL Concepts a développé une activité de captation de concerts et de spectacles vivants. Des accords ont été passés avec des institutions telles que le Hong Kong Phliharmonic, le Prague Philharmonia, l'Opéra de Nice, etc. en vue de filmer leurs spectacles pour de grandes chaînes de télévision dans le monde. Ce département devient autonome en janvier 2015 sous le nom de Geyser. De nouveaux accords sont passés notamment avec l'Orchestre Symphonique de Montréal ou le Musée du Louvre pour les Concerts du Louvre.
Au fil du temps, à partir de 2016, Frédéric Lepage se désengage de ses sociétés au bénéfice de Gregory Schnebelen, pour mieux développer, en particulier, de nouvelles activités asiatiques (voir ci-dessous), pour lesquelles il crée FLM (Frédéric Lepage Médias)

### Fiction
Sorti en France en décembre 2008 et produit par Studio Canal, Sunny et l'Éléphant est le premier long métrage de Frédéric Lepage. C'est un grand film d'aventure destiné à un public international et familial, et tourné en Thaïlande, dans les régions proches de la Birmanie,. La musique a été composée par le compositeur japonais Joe Hisaishi.
En 2022, Frédéric Lepage crée, avec Caroline Glorion et Marc Eisenchteter le concept de Flair de famille, une collection de films pour France Télévisions, et le scénario de son premier épisode, intitulé Rouge sang. Une production Mercer/Federation Entertainment (Thorunn Anspach et Olivier Brémond), avec Sylvie Testud et Samuel Labarthe, qui se classe en tête des audiences de France 2, le 8 avril 2023. En raison de ce succès, France Télévisions commande alors le deuxième film de la collection. Ce deuxième film, Envie de meurtre, diffusé le 24 février 2024, se place également en tête des audiences. Un troisième film, Guet Apens, diffusé en prime time sur France 2 le 7 février 2025, se hisse de nouveau en tête des audiences.
Le spectacle musical de Frédéric Lepage, Marcel & Reynaldo, qui raconte la relation amoureuse, puis amicale, entre Marcel Proust et le compositeur Reynaldo Hahn, a été créé au théâtre du Gymnase Marie-Bell le 20 avril 2023, avec pour interprètes Thomas Marfoglia dans le rôle de Reynaldo Hahn, et Jean-Christophe Brétignière ou Jean-Baptiste Carnoye,. En 2024, Frédéric Lepage écrit pour Magloire Delcros Varaud un spectacle intitulé Aimez-moi, représenté au théâtre du Gymnase Marie-Bell. 

### Activités en Asie
En décembre 2017, Frédéric Lepage publie Bonjour China, le premier guide de la France spécialement écrit pour les touristes chinois (préface Jean-Pierre Raffarin). Le livre est publié par un consortium de maisons d'édition: China Light Industry Press, Phoenix, et Hachette/China. Une version du livre en français est publiée à Paris par Editions Fei.
Frédéric Lepage crée une structure de formation professionnelle pour les professionnels du tourisme français qui accueillent des touristes chinois, Bonjour China Formation.
En 2016 naît France Mon Amour, la première chaîne de télévision sur la France, diffusée en Chine sur la plateforme VIVA. Cette chaîne devient vite le média le plus puissant pour les marques et collectivités territoriales désireuses de toucher le public chinois qui s'intéresse à la France.

### Divers
Frédéric Lepage est membre de l'institut et du Séminaire Multi-Médias (promotion Jean Renoir).
À partir de décembre 1993, Frédéric Lepage fait partie d’un comité de quatre experts mandatés par le Ministre de la Communication pour développer le projet de Chaîne de la Connaissance, lancée en 1994 sous le nom de La Cinquième et connue aujourd'hui sous le nom de France 5.
Dans le cadre de sa collaboration avec la société Le Public Système, Frédéric Lepage a été pendant plusieurs années l’un des organisateurs du Festival mondial du film d'aventure de Manaus (Brésil).

## Vie personnelle
Frédéric Lepage est né à Bordeaux. Il vit à Paris et à Bangkok.
Devenu au fil des années familier de la Chine et des civilisations d’Asie du Sud-Est, il est membre de la Siam Society.
À Paris, il est membre fondateur du Cercle France Chine.